# Pehr Gustaf af Ugglas
Pehr Gustaf af Ugglas,  född 27 juni 1784 i Sankt Nikolai församling, Stockholm, död 24 februari 1853 i Forsmarks församling, Stockholms län, var en svensk greve, bruksägare och politiker (statsråd och riksdagsman).

## Biografi
Pehr Gustaf af Ugglas var son till överståthållaren i Stockholm Samuel af Ugglas, far till greven och politikern Ludvig af Ugglas, Theresine Cederström samt friherren och statsrådet Gustaf af Ugglas.
af Ugglas blev student vid Uppsala universitet 1799, avlade 1801 juridisk examen och inskrevs sedermera i ett par av huvudstadens ämbetsverk. Efter en kort tjänstgöring i dessa övergick af Ugglas till den militära banan, blev 1802 kornett vid Lätta livdragonregementet (Livgardet till häst), deltog som löjtnant i 1808–1809 års finska krig och erhöll därunder tapperhetsmedalj i guld, men tog 1812 som ryttmästare avsked ur regementet, blev samma år överstelöjtnant vid generalstaben samt 1815 överste i armén och generaladjutant. Han var riksdagsman för ridderskapet och adeln vid ståndsriksdagarna 1809/10 och 1815–1834/35.
Efter faderns död (1812) var han självskriven ledamot på Riddarhuset, deltog flitigt i riksdagsförhandlingarna, var 1820 ordförande i statsrevisionen och inkallades 1828 av Karl XIV Johan i statsrådet. Sin taburett lämnade han 1831, varefter han huvudsakligen ägnade sig åt skötseln av sina vidsträckta egendomar. Han erhöll 1843 värdigheten av En af rikets herrar.